# Овчарек, Владимир Юрьевич
Владимир Юрьевич Овча́рек (1927—2007) — советский и российский скрипач. Народный артист РСФСР (1990).
В отрочестве занимался у В. И. Шера, в 1950 году окончил Ленинградскую консерваторию имени Н. А. Римского-Корсакова. Ещё на втором курсе, в 1946 году, организовал струнный Квартет имени Танеева, в котором на протяжении 55 лет играл первую скрипку.
Одновременно Владимир Овчарек много лет был концертмейстером ЗКР Академического симфонического оркестра Ленинградской филармонии.
С 1963 года Овчарек вел скрипичный класс в Ленинградской консерватории, заведовал кафедрой скрипки и альта.
Похоронен на Серафимовском кладбище в Санкт-Петербурге.

## Примечания

Могила Овчарека на Серафимовском кладбище Санкт-Петербурга.